# Архив русской истории
Архи́в ру́сской исто́рии (АРИ) — продолжающееся научное издание, выпускаемое Российским государственным архивом древних актов (РГАДА, Москва; до 1992 — Центральный государственный архив древних актов (ЦГАДА)).
Основан в 1992 году. Первоначально выходил в виде научного исторического журнала книжного формата. «Архив русской истории» публиковал разнообразные материалы — статьи, публикации источников, библиографию по истории России XI—XVIII веков; в числе его авторов были видные российские и зарубежные учёные.
За 1992—1995 вышло шесть выпусков журнала. Затем издание было прекращено по финансовым причинам.
В 2002 году издание было возобновлено, уже в виде сборника статей и публикаций по отечественной истории. Тематическое направление, хронологические рамки и структура предыдущего издания были сохранены. При этом редакционная коллегия сочла возможным продолжить прежнюю нумерацию выпусков в новом издании в целях сохранения преемственности традиции научно-издательской деятельности РГАДА.

## Список выпусков
Журнал:
- Выпуск 1.
- Выпуск 2. 
ЦГАДА. — М.: Типография ПО Роскомархива, 1992. — 240 с. — 1000 экз. — ISSN 0869-5261.
- Выпуск 3.
- Выпуск 4. 
РГАДА. — М.: Археографический центр, 1994. — 272 с. — 500 экз.
- Выпуск 5.
- Выпуск 6.

Сборник:
- Выпуск 7. (Посвящается памяти Михаила Петровича Лукичёва) 
РГАДА. — М.: Древлехранилище, 2002. — 376 с. — 500 экз. — ISBN 5-93646-031-2.
- Выпуск 8. 
РГАДА. — М.: Древлехранилище, 2007. — 720 с. — 800 экз. — ISBN 978-5-93646-122-4.